# اینهاما (میناس گرایس)
اینهاما (به پرتغالی: Inhaúma) یک منطقهٔ مسکونی در برزیل است که در میناز ژرایس واقع شده‌است. اینهاما ۶٬۳۱۲ نفر جمعیت دارد.